# Планиново
Планиново (болг. Планиново) — село в Болгарии. Находится в Хасковской области, входит в общину Тополовград. Население составляет 84 человека.

## Политическая ситуация
Планиново подчиняется непосредственно общине и не имеет своего кмета.
Кмет (мэр) общины Тополовград — Евтимия Петрова Карачолова (Зелёные) по результатам выборов в правление общины.